# Osiek Mały
Pour les articles homonymes, voir Osiek Mały-Kolonia et Osiek Mały (gmina).
Osiek Mały est une localité polonaise, siège de la gmina rurale d'Osiek Mały, située dans le powiat de Koło en voïvodie de Grande-Pologne. Elle se situe à environ 10 kilomètres au nord de la ville de Koło et 115 kilomètres à l'est de Poznań, la capitale régionale. 